# Ferdinand de Bourbon-Bragance
Ferdinand de Bourbon-Bragance (1824-1861) est un membre de la famille royale espagnole partisan du carlisme ; il a vécu la majeure partie de sa vie en exil avec son père et ses frères.

## Biographie
Ferdinand est né à L'Escurial en 1824, sous le règne de son oncle, le roi Ferdinand VII. Il est le troisième et dernier fils de l'infant Charles de Bourbon et de sa première épouse l'infante portugaise Marie Françoise de Bragance. Par sa lignée paternelle, il est le petit-fils du roi Charles IV et de son épouse Marie-Louise de Bourbon ; par sa lignée maternelle il est le petit-fils du roi Jean VI et de son épouse l'infante Charlotte-Joachime de Bourbon.
Lorsque Ferdinand VII devint veuf pour la troisième fois en 1829, il n'avait pas de descendants légitimes pour lui succéder sur le trône. Compte tenu de son âge avancé et de sa santé délicate, il était peu probable qu'il se remarie, ce qui faisait de son frère, l'infant Charles, l'héritier du trône. L'entourage de l'infant était composé de conservateurs et de religieux qui s'opposaient au libéralisme qui régnait à la cour madrilène. Cette opposition se polarisa encore plus lorsque Ferdinand VII épousa en quatrièmes noces sa nièce, Marie Christine de Bourbon-Siciles, qui lui donna deux filles : Isabelle et Louise-Fernande.
L'infant Ferdinand a d'abord vécu dans l'ombre de son père, puis celles de ses frères. Il ne s'est jamais marié et n'a pas non plus été considéré comme un pion dans la politique matrimoniale de sa famille. Il a fidèlement soutenu la cause de son père, mais l'échec des carlistes lors de la Première Guerre carliste et la pauvreté qu'ils ont subie les ont forcés à continuer à errer à travers l'Europe. En 1845, avec son frère Jean, il rejoint l'armée sarde, sous la protection de son parent, le roi Charles-Albert. Ferdinand s'installe dans la ville de Trieste avec sa famille. Son père y mourut en 1855.
L'infant meurt dans la ville autrichienne d'Eichfeld le 2 janvier 1861 d'une fièvre contagieuse, peut-être la scarlatine. Son corps a été transféré à Trieste, où il a été enterré dans la chapelle de Saint Charles Borromée dans la cathédrale de Saint Justus. Tragiquement, son frère aîné, l'infant Charles de Bourbon et sa belle-sœur Marie-Caroline de Bourbon-Sicile sont également morts de la même maladie à quelques jours d'intervalle.

## Ascendance
Ferdinand de Bourbon est issu de multiples mariages consanguins.

## Titres
- Son Altesse Royale le Très Sérénissime Seigneur Infante don Fernando (María José) de Borbón.

### Distinctions
- 20 octobre 1824 : Chevalier de l'Ordre de la Toison d'Or .
- 20 octobre 1824 : Chevalier Grand-Croix de l'Ordre de Carlos III
- 20 octobre 1824 : Chevalier Grand-Croix de l'Ordre d'Isabelle la Catholique .
- 1824 : Chevalier Grand-Croix de l'Ordre de San Fernando .

### Grade
- Colonel d'infanterie